# Ağqışlaq
Ağqışlaq è un comune dell'Azerbaigian situato nel distretto di Lerik. Conta una popolazione di 210 abitanti.